# Badminton-Weltmeisterschaften
Badminton-Weltmeisterschaften finden, vom Badminton-Weltverband organisiert, seit 1977 statt, erst alle drei Jahre, seit 1983 alle zwei Jahre. Im Jahre 2006 wurde zu einem jährlichen Rhythmus übergegangen, wobei in den Jahren, in denen Olympische Sommerspiele stattfinden, keine Weltmeisterschaften ausgetragen werden. 1978 und 1979 richtete der kurzzeitig existierende Weltverband WBF eigene Titelkämpfe aus. Dieser Artikel behandelt die Individualweltmeisterschaften, bei denen einzelne Spieler(paare) gegeneinander antreten. Vergleichbar mit dem Davis Cup im Tennis, gibt es auch Mannschaftsweltmeisterschaften im Badminton: seit 1949 der Thomas Cup für Herren-Nationalteams sowie seit 1957 der Uber Cup für Damen-Nationalteams. Im Jahre 1989 wurde der Sudirman Cup ins Leben gerufen, die offizielle Nationalmannschafts-Weltmeisterschaft für gemischte Teams (Damen und Herren). Das Turnier findet in einem zweijährlichen Rhythmus statt und war ursprünglich an die Individual-WM gekoppelt. Seit 2003 wird der Sudirman Cup als eigenständige Veranstaltung ausgetragen.
Neben den Weltmeisterschaften der Erwachsenen gibt es unter anderem Welttitelkämpfe für Nachwuchssportler, Senioren, Hochschulangehörige, Eisenbahner, Gehörlose und Behindertensportler.

## Die Weltmeister von IBF/BWF
| Jahr | Nr. | Austragungsort | Herreneinzel       | Dameneinzel       | Herrendoppel                   | Damendoppel                    | Mixed                                          |
| ---- | --- | -------------- | ------------------ | ----------------- | ------------------------------ | ------------------------------ | ---------------------------------------------- |
| 1977 | 1   | Malmö          | Flemming Delfs     | Lene Køppen       | Tjun Tjun Johan Wahjudi        | Etsuko Toganoo Emiko Ueno      | Steen Skovgaard Lene Køppen                    |
| 1980 | 2   | Jakarta        | Rudy Hartono       | Verawaty Wiharjo  | Ade Chandra Christian Hadinata | Nora Perry Jane Webster        | Christian Hadinata Imelda Wiguna               |
| 1983 | 3   | Kopenhagen     | Icuk Sugiarto      | Li Lingwei        | Steen Fladberg Jesper Helledie | Lin Ying Wu Dixi               | Thomas Kihlström Nora Perry                    |
| 1985 | 4   | Calgary        | Han Jian           | Han Aiping        | Kim Moon-soo Park Joo-bong     | Han Aiping Li Lingwei          | Park Joo-bong Yoo Sang-hee                     |
| 1987 | 5   | Peking         | Yang Yang          | Han Aiping        | Li Yongbo Tian Bingyi          | Guan Weizhen Lin Ying          | Wang Pengren Shi Fangjing                      |
| 1989 | 6   | Jakarta        | Yang Yang          | Li Lingwei        | Li Yongbo Tian Bingyi          | Guan Weizhen Lin Ying          | Park Joo-bong Chung Myung-hee                  |
| 1991 | 7   | Kopenhagen     | Zhao Jianhua       | Tang Jiuhong      | Kim Moon-soo Park Joo-bong     | Guan Weizhen Nong Qunhua       | Park Joo-bong Chung Myung-hee                  |
| 1993 | 8   | Birmingham     | Joko Suprianto     | Susi Susanti      | Rudy Gunawan Ricky Subagja     | Nong Qunhua Zhou Lei           | Thomas Lund Catrine Bengtsson                  |
| 1995 | 9   | Lausanne       | Heryanto Arbi      | Ye Zhaoying       | Rexy Mainaky Ricky Subagja     | Gil Young-ah Jang Hye-ock      | Thomas Lund Marlene Thomsen                    |
| 1997 | 10  | Glasgow        | Peter Rasmussen    | Ye Zhaoying       | Sigit Budiarto Candra Wijaya   | Ge Fei Gu Jun                  | Liu Yong Ge Fei                                |
| 1999 | 11  | Kopenhagen     | Sun Jun            | Camilla Martin    | Ha Tae-kwon Kim Dong-moon      | Ge Fei Gu Jun                  | Kim Dong-moon Ra Kyung-min                     |
| 2001 | 12  | Sevilla        | Hendrawan          | Gong Ruina        | Tony Gunawan Halim Haryanto    | Gao Ling Huang Sui             | Zhang Jun Gao Ling                             |
| 2003 | 13  | Birmingham     | Xia Xuanze         | Zhang Ning        | Lars Paaske Jonas Rasmussen    | Gao Ling Huang Sui             | Kim Dong-moon Ra Kyung-min                     |
| 2005 | 14  | Anaheim        | Taufik Hidayat     | Xie Xingfang      | Howard Bach Tony Gunawan       | Yang Wei Zhang Jiewen          | Nova Widianto Liliyana Natsir                  |
| 2006 | 15  | Madrid         | Lin Dan            | Xie Xingfang      | Cai Yun Fu Haifeng             | Gao Ling Huang Sui             | Nathan Robertson Gail Emms                     |
| 2007 | 16  | Kuala Lumpur   | Lin Dan            | Zhu Lin           | Markis Kido Hendra Setiawan    | Yang Wei Zhang Jiewen          | Nova Widianto Liliyana Natsir                  |
| 2009 | 17  | Hyderabad      | Lin Dan            | Lu Lan            | Cai Yun Fu Haifeng             | Zhang Yawen Zhao Tingting      | Thomas Laybourn Kamilla Rytter Juhl            |
| 2010 | 18  | Paris          | Chen Jin           | Wang Lin          | Cai Yun Fu Haifeng             | Du Jing Yu Yang                | Zheng Bo Ma Jin                                |
| 2011 | 19  | London         | Lin Dan            | Wang Yihan        | Cai Yun Fu Haifeng             | Wang Xiaoli Yu Yang            | Zhang Nan Zhao Yunlei                          |
| 2013 | 20  | Guangzhou      | Lin Dan            | Ratchanok Intanon | Mohammad Ahsan Hendra Setiawan | Wang Xiaoli Yu Yang            | Tontowi Ahmad Liliyana Natsir                  |
| 2014 | 21  | Kopenhagen     | Chen Long          | Carolina Marín    | Ko Sung-hyun Shin Baek-cheol   | Tian Qing Zhao Yunlei          | Zhang Nan Zhao Yunlei                          |
| 2015 | 22  | Jakarta        | Chen Long          | Carolina Marín    | Mohammad Ahsan Hendra Setiawan | Tian Qing Zhao Yunlei          | Zhang Nan Zhao Yunlei                          |
| 2017 | 23  | Glasgow        | Viktor Axelsen     | Nozomi Okuhara    | Zhang Nan Liu Cheng            | Chen Qingchen Jia Yifan        | Liliyana Natsir Tontowi Ahmad                  |
| 2018 | 24  | Nanjing        | Kento Momota       | Carolina Marín    | Li Junhui Liu Yuchen           | Wakana Nagahara Mayu Matsumoto | Huang Yaqiong Zheng Siwei                      |
| 2019 | 25  | Basel          | Kento Momota       | P. V. Sindhu      | Hendra Setiawan Mohammad Ahsan | Mayu Matsumoto Wakana Nagahara | Huang Yaqiong Zheng Siwei                      |
| 2021 | 26  | Huelva         | Loh Kean Yew       | Akane Yamaguchi   | Takuro Hoki Yugo Kobayashi     | Chen Qingchen Jia Yifan        | Dechapol Puavaranukroh Sapsiree Taerattanachai |
| 2022 | 27  | Tokio          | Viktor Axelsen     | Akane Yamaguchi   | Aaron Chia Soh Wooi Yik        | Chen Qingchen Jia Yifan        | Zheng Siwei Huang Yaqiong                      |
| 2023 | 28  | Kopenhagen     | Kunlavut Vitidsarn | An Se-young       | Kang Min-hyuk Seo Seung-jae    | Chen Qingchen Jia Yifan        | Seo Seung-jae Chae Yoo-jung                    |
| 2025 | 29  | Paris          |                    |                   |                                |                                |                                                |
| 2026 | 30  | Indien         |                    |                   |                                |                                |                                                |

## Medaillenspiegel
Stand: 29. August 2023
| Pos.  |       | Land               | Gold | Silber | Bronze | Total |
| ----- | ----- | ------------------ | ---- | ------ | ------ | ----- |
| 1     |       | China              | 70   | 49     | 83     | 202   |
| 2     |       | Indonesien         | 23   | 20     | 37     | 80    |
| 3     |       | Südkorea           | 13   | 15     | 33     | 61    |
| 4     |       | Dänemark           | 11,5 | 15     | 41     | 67,5  |
| 5     |       | Japan              | 9    | 9      | 21     | 39    |
| 6     |       | Thailand           | 3    | 2      | 5      | 10    |
| 7     |       | Spanien            | 3    | 1      | -      | 4     |
| 8     |       | England            | 2,5  | 8,5    | 13     | 24    |
| 9     |       | Malaysia           | 1    | 8      | 14     | 23    |
| 10    |       | Indien             | 1    | 4      | 9      | 14    |
| 11    |       | Schweden           | 1    | 2      | 5      | 8     |
| 12    |       | Vereinigte Staaten | 1    | -      | -      | 1     |
|       |       | Singapur           | 1    | -      | -      | 1     |
| 14    |       | Chinesisch Taipeh  | -    | 3      | 6      | 9     |
| 15    |       | Hongkong           | -    | 1      | 3      | 4     |
| 16    |       | Niederlande        | -    | 1      | 1      | 2     |
| 17    |       | Schottland         | -    | 0,5    | 1      | 1,5   |
| 18    |       | Deutschland        | -    | -      | 5      | 5     |
| 19    |       | Frankreich         | -    | -      | 1      | 1     |
|       |       | Neuseeland         | -    | -      | 1      | 1     |
|       |       | Vietnam            | -    | -      | 1      | 1     |
| Total | Total | Total              | 140  | 139    | 280    | 559   |

1. ↑  Malaysia wurde 2014 wegen einer Disqualifikation eine Silbermedaille abgezogen.

### Herreneinzel
| Pos. | Land                | Gold | Silber | Bronze | Gesamt |
| ---- | ------------------- | ---- | ------ | ------ | ------ |
| 1    | Volksrepublik China | 14   | 6      | 14     | 34     |
| 2    | Indonesien          | 6    | 7      | 13     | 26     |
| 3    | Dänemark            | 4    | 5      | 14     | 23     |
| 4    | Japan               | 2    | 1      | 1      | 4      |
| 5    | Thailand            | 1    | 1      | 1      | 3      |
| 6    | Singapur            | 1    | 0      | 0      | 1      |
| 7    | Malaysia            | 0    | 4      | 2      | 6      |
| 8    | Südkorea            | 0    | 1      | 4      | 5      |
| 8    | Indien              | 0    | 1      | 4      | 5      |
| 10   | Chinesisch Taipeh   | 0    | 1      | 1      | 2      |
| 11   | Schweden            | 0    | 0      | 1      | 1      |
| 11   | Vietnam             | 0    | 0      | 1      | 1      |

### Dameneinzel
| Pos. | Land                | Gold | Silber | Bronze | Gesamt |
| ---- | ------------------- | ---- | ------ | ------ | ------ |
| 1    | Volksrepublik China | 15   | 16     | 25     | 56     |
| 2    | Japan               | 3    | 1      | 4      | 8      |
| 3    | Spanien             | 3    | 1      | 0      | 4      |
| 4    | Indonesien          | 2    | 2      | 5      | 9      |
| 5    | Dänemark            | 2    | 0      | 3      | 5      |
| 6    | Indien              | 1    | 3      | 3      | 7      |
| 7    | Südkorea            | 1    | 1      | 5      | 7      |
| 8    | Thailand            | 1    | 0      | 1      | 2      |
| 9    | Chinesisch Taipeh   | 0    | 2      | 2      | 4      |
| 10   | England             | 0    | 1      | 2      | 3      |
| 11   | Hongkong            | 0    | 1      | 0      | 1      |
| 12   | Deutschland         | 0    | 0      | 4      | 4      |
| 13   | Frankreich          | 0    | 0      | 1      | 1      |
| 13   | Niederlande         | 0    | 0      | 1      | 1      |

### Herrendoppel
| Pos. | Land                | Gold | Silber | Bronze | Gesamt |
| ---- | ------------------- | ---- | ------ | ------ | ------ |
| 1    | Indonesien          | 10   | 6      | 10     | 26     |
| 2    | Volksrepublik China | 8    | 4      | 11     | 23     |
| 3    | Südkorea            | 5    | 6      | 8      | 19     |
| 4    | Dänemark            | 2    | 4      | 7      | 13     |
| 5    | Malaysia            | 1    | 4      | 11     | 16     |
| 6    | Japan               | 1    | 2      | 3      | 6      |
| 7    | Vereinigte Staaten  | 1    | 0      | 0      | 1      |
| 8    | England             | 0    | 2      | 2      | 4      |
| 9    | Schweden            | 0    | 0      | 2      | 2      |
| 10   | Chinesisch Taipeh   | 0    | 0      | 1      | 1      |
| 10   | Indien              | 0    | 0      | 1      | 1      |

### Damendoppel
| Pos. | Land                | Gold | Silber | Bronze | Gesamt |
| ---- | ------------------- | ---- | ------ | ------ | ------ |
| 1    | Volksrepublik China | 23   | 13     | 16     | 52     |
| 2    | Japan               | 3    | 3      | 10     | 16     |
| 3    | Südkorea            | 1    | 5      | 12     | 18     |
| 4    | England             | 1    | 1      | 3      | 5      |
| 5    | Indonesien          | 0    | 3      | 4      | 7      |
| 6    | Dänemark            | 0    | 1      | 7      | 8      |
| 7    | Schweden            | 0    | 1      | 1      | 2      |
| 8    | Niederlande         | 0    | 1      | 0      | 1      |
| 9    | Chinesisch Taipeh   | 0    | 0      | 1      | 1      |
| 9    | Indien              | 0    | 0      | 1      | 1      |
| 9    | Thailand            | 0    | 0      | 1      | 1      |

### Mixed
| Pos | Land                | Gold | Silber | Bronze | Gesamt |
| --- | ------------------- | ---- | ------ | ------ | ------ |
| 1   | Volksrepublik China | 10   | 10     | 17     | 37     |
| 2   | Südkorea            | 6    | 2      | 4      | 12     |
| 3   | Indonesien          | 5    | 2      | 5      | 12     |
| 4   | Dänemark            | 3,5  | 5      | 10     | 18,5   |
| 5   | England             | 1,5  | 4,5    | 6      | 12     |
| 6   | Thailand            | 1    | 1      | 2      | 4      |
| 7   | Schweden            | 1    | 1      | 1      | 3      |
| 8   | Japan               | 0    | 2      | 3      | 5      |
| 9   | Schottland          | 0    | 0,5    | 1      | 1,5    |
| 10  | Hongkong            | 0    | 0      | 3      | 3      |
| 11  | Chinesisch Taipeh   | 0    | 0      | 1      | 1      |
| 11  | Malaysia            | 0    | 0      | 1      | 1      |
| 11  | Neuseeland          | 0    | 0      | 1      | 1      |
| 11  | Deutschland         | 0    | 0      | 1      | 1      |

## Weltmeister des Verbandes WBF
Der unter anderem von China und Thailand gegründete Verband führte ebenfalls Weltmeisterschaften durch. 1981 vereinigten sich IBF und WBF.
| Jahr | Austragungsort    | Herren-Einzel | Damen-Einzel | Herren-Doppel           | Damen-Doppel                            | Mixed                                             |
| ---- | ----------------- | ------------- | ------------ | ----------------------- | --------------------------------------- | ------------------------------------------------- |
| 1978 | Bangkok, Thailand | Yu Yaodong    | Zhang Ailing | Yu Yaodong Hou Jiachang | Zhang Ailing Li Fang                    | Pichai Kongsirithavorn Petchroong Liengtrakulngam |
| 1979 | Hangzhou, China   | Han Jian      | Han Aiping   | Sun Zhian Yao Ximing    | Sirisriro Patama Suleeporn Jittariyakul | Ng Chun Ching Chan Lim Chee                       |